# 中国雨蛙
中国雨蛙（学名：Hyla chinensis）又名中國雨蛙，为雨蛙科雨蛙属的两栖动物，俗名绿猴、雨怪、小姑鲁门、雨鬼。分布于台湾本岛以及中国大陆的江苏、浙江、福建、江西、河南、湖北、湖南、广东、广西等地，该物种的模式产地在中国。

## 描述
體長約2到4公分，吻端鈍圓，鼓膜明顯，皮膚光滑，趾末端吸盤明顯。從吻端經眼睛到鼓膜有一條黑褐色縱帶。體背為草綠色或黃綠色，腹部為白色或淡黃色，體側和大腿有黑色斑點散佈。
雄蛙具有單一鳴囊，雨後常可聽見高亢的「唧－、唧－、唧－、」聲。
蝌蚪背部為黑色、上有兩條縱走金線，腹面白色，經常浮游水面上。
樹蟾科雖有「蟾」名，但皮膚並沒有蟾蜍科的耳後腺毒腺，而是因為骨骼結構類似蟾蜍而得名。

## 習性
夜行性，以昆蟲及節肢動物為食。繁殖期為3月到9月，雌蛙一次可產卵236–682粒，卵群呈數十至數百粒成一群，附著在水草或池邊石塊上。

## 棲地
常生活于灌丛、水塘芦苇、月桃葉以及美人蕉及麦杆等高杆作物上。其生存的海拔范围为200至1000米。